# Бережков Михайло Миколайович
Михайло Миколайович Бережков (30 жовтня 1850 — 1932) — історик Ніжинської історичної школи, який доклав чимало зусиль для її становлення.  Перебував у тісних наукових контактах і особистому спілкуванні з академіком Михайлом Грушевським та Ганною Барвінок (Олександрою  Куліш).

## Дитинство та юність
Народився професор М. М. Бережков 30 жовтня 1850 року в сім'ї сільського священика в с. Мостці Володимирської губернії [1, c. 8]. Після отримання традиційної домашньої освіти він продовжив навчання у Володимирському духовному училищі, згодом у Володимирській духовній семінарії. Пропрацювавши рік вчителем земської школи у с. Іваново [2, c. 9], влітку 1871 р. Михайло Миколайович був зарахований до лав студентів історико-філологічного факультету Санкт-Петербурзького університету. У 1875 р. після закінчення університетського курсу він був залишений при столичному вузі для роботи над магістерським дослідженням на тему: «О торговле Руси с Ганзой до конца XV века». Після успішного захисту М. Бережкову присвоїли ступінь магістра російської історії та удостоїли престижною Уварівською грошовою премією [3, с. 107].
Упродовж наступних трьох років Михайло Миколайович працював домашнім учителем у родині графа О. Уварова [Архівовано 30 березня 2012 у Wayback Machine.] у Москві. В автобіографічній записці «Профессор Михаил Николаевич Бережков: Биографические и учено-литературные данные» історик згадував, «Окончив занятия в С.-Петерб[ургском] Университете, я переехал на жительство в Москву, в дом графа Уварова, для обучения и воспитания его младших детей» [4, с. 4]. Однак перебування історика у Москві було не тривалим. В автобіографії М. М. Бережков так охарактеризував причини свого від'їзду з столиці: «…Зимой 1882 года, я как-то неосторожно простудился, получил воспаление легких. По совету врача я должен был, при первой возможности, выехать из столицы в деревню на лучший воздух. Итак, простясь с любезным семейством Уваровых, направился на родину моих родителей, в село Бережок Юрьевского уезда, Владимирской губернии» [5, с. 9].

## Ніжинський період
У жовтні 1882 р. М. М. Бережков приїхав до Ніжина. За його описами, місто Ніжин наприкінці ХІХ- на початку ХХ ст. «представлял довольно большой, но все же захолустный уездный городок, превосходивший впрочем свою губернскую метрополию и размерами и населенностью» [6, с. 808]. Цього ж року Конференція Історико-філологічного інституту князя Безбородька обрала Михайла Миколайовича на посаду професора російської історії [7, с. 13]. Протягом 1882–1904 рр. професор читав загальні та спеціальні курси з російської історії. Пізніше М. Бережков згадував, що він сам: «учил и учился вместе со своими слушателями, как надобно лучше, основательнее узнавать отечественную историю; хотелось преподавать ее по научному…Рядом с общим курсом читал специальные курсы, вел практические семинарские занятия. Главным профессорским делом я всегда считал устное научное преподавание» [8, с. 10]. Показово, що й студентам же імпонувала викладацька манера М. Бережкова, і вони не безпідставно вважали його ерудованою людиною. Як згадував його вихованець Л. І. Пуцилов професора: "Внешность его была такой иконописной и мне он показался человеком не от мира сего. Он был большим знатоком своего дела. Читая лекции, он не садился в кресло, а совершал своеобразный обход кафедры и высказывал свои мысли на ходу. Голос был у него какой-то старческий, совсем не по годам. Интересными были его занятия по историографии русских источников… " [9, с. 143].
У 1904 р. М. Бережков залишив викладацьку діяльність, вийшов на пенсію за вислугою років. Пізніше професор згадував: «Под конец стал чувствовать утомление, заболел грудной болезнью, катаром горла, бронхитом и т.п. А потому и просил отставку от службы в конце 1904 года» [10, с. 10 ]. Після виходу в 1904 р. на пенсію завідував інститутською бібліотекою, Один з фундаторів і керівників Ніжинського історико-філологічного товариства — одного з провідних краєзнавчих осередків Лівобережної України.
Проте, у 1919 р. він прийняв пропозицію Конференції Інституту и зі згоди Комісара народної освіти, знову повернувся на службу в Інститут на посаду професора і бібліотекаря фундаментальної бібліотеки. [11, с. 10]. Упродовж 1919–1922 рр. М. Бережков викладав курси російської історіографії, етнографії, та спеціальний курс з історії міст Новгорода і Пскова [12, с. 14].
Умови життя професора у даний період були просто нестерпними. Про це яскраво свідчить лист М. М. Бережкова у Бюро Ніжинського інституту народної освіти, який зберігається у його особистій справі. З документу ми дізнаємося, що: "… Комната одведена мне, оказывается холодной и сырой в такой степени как я не ожидал: одежда, платье отсыревают; стены, корешки книг покрываются плесенью… ". Однак, не зважаючи на труднощі, професор М. М. Бережков приділяв значну увагу організаційній роботі. Слід відзначити його здобутки у справі упорядкування фундаментальної бібліотеки інституту. Протягом кількох років він входив до складу бібліотечної комісії [13, с. 2] і разом з професором Піскорським займався упорядкуванням матеріалів архівів Ніжинського грецького магістрату та Ніжинської міської думи, котрі зберігалися у бібліотеці Ніжинського історико-філологічного інституту. Водночас з цим він був одним з ініціаторів створення Ніжинського історико-філологічного товариства і тривалий час входив до його керівного складу. З червня 1901 р. до 1904 р. був його головою [14, с. 8]. Після виходу на пенсію у 1904 р. М. Бережкова було обрано почесним членом Товариства. Знаменно, що професор відіграв помітну роль у підготовці ХІІ Археологічного з'їзду в Харкові[недоступне посилання з червня 2019], як делегат від Історико-філологічного та Московського археологічного товариств був учасником Археологічних з'їздів у Ярославлі, Вільно, Ризі, Одесі, Києві, Катеринославі, Чернігові та Володимирі [15, с. 14]. Крім того, Михайло Миколайович співпрацював з Київським науковим товариством Нестора-літописця та Чернігівською губернською ученою архівною комісією.
У 1922 р. професора М. Бережкова було затверджено членом історичної секції Ніжинської науково-дослідної кафедри історії культури та мови [16, с. 16]. У березні 1923 р. його було внесено до списку наукових діячів третьої категорії, у січні 1924 р. М. Бережков став керівником секції української та російської історії [17, с. 16]. Протягом 1924–1926 рр. очолював її історичну секцію, керував аспірантами і молодими дослідниками, серед яких були відомі згодом українські історики М. Петровський та А. Єршов. Водночас він брав безпосередню участь у створенні й діяльності Ніжинського наукового товариства краєзнавства, що об'єднувало переважно місцевих педагогів і студентів — аматорів старовини.
Фахівець з історії середньовічної Росії, М. Бережков після переїзду до Ніжина звернувся до вивчення минулого України і, насамперед, Чернігівщини. Він опублікував низку документів XVII–XVIII ст. з місцевих архівів, маловідомі описи Ніжина початку XIX ст., дослідження про ніжинські перекази, пов'язані з вторгненням шведської армії під проводом Карла XII на Україну під час Північної війни. Увагу вченого приваблювала історична топографія Ніжина. У його архіві зберігся неопублікований план старовинних укріплень міста, що становить неабиякий інтерес. Це дозволило М. Бережкову, зокрема, локалізувати на карті Ніжина події, що відбулися тут у зв'язку з Чорною радою 1663 р. Одним з перших М. Бережков приступив до вивчення шляхів розвитку історичного краєзнавства на Чернігівщині. Йому належать ґрунтовні праці про місцевих істориків кінця XVIII — початку XX ст. О.Шафонського і М. Маркова.
«Професор російської історії, — якось занотував М. Бережков у своєму щоденнику, — має право бути „сам по собі“ ; для нього будь-яка партія не є цілком придатною». Звісно ж, такі настрої старого вченого не були таємницею для колег. Відтак, чимдуж далі гучніше лунали на його адресу звинувачення у «ідеалізмі» та інших методологічних збоченнях. Особливо нищівній критиці було піддано М. Бережкова на початку 30-х рр., коли у країні розгорнулося справжнє «полювання на відьом». Напевне, тільки надто похилий вік врятував його від репресій.

## Останні роки життя
На заваді подальшій роботі професора стали вік та стан його здоров'я. Визнавав це і сам М. Бережков: «Да, да я слабею силами, чувствую, что больше не служака я для Института. Довольно тянуть лямку, пора отдохнуть…» [18, с. 36]. 21 грудня 1926 р. Микола Миколайович звернувся до завідувача Науково-дослідної кафедри при Інституті народної освіти з заявою про вихід на пенсію: «Слабость здоровья, на 77-м году жизни, вынуждают меня оставить должность заведующего секцией украинской и русской истории. По сему покорно прошу Вас ходатайствовать перед Наркомпросом об увольнении от назначенной должности в кафедре и о назначении мне государственной пенсии» [19, с. 39].
Михайло Бережков помер на 82 році життя у квітні 1932 р. [20, с. 5]

## Роботи
«О торговле русских с Ригой» («Журнал Министерства народного просвещения», 1877, № 2); Об истории как народном самосознании" («Известия Института Безбородко», т. VIII), «План Юрия Крижанича о завоевании Крыма» («Журнал Министерства народного просвещения», 1891, октябрь и ноябрь); «Крымские шертные грамоты» («Чтения в историческом обществе Нестора Летописца», кн. 8-я); «Старый Холопий городок на р. Мологе и его ярмарка» («Труды ярославского археологического съезда», т. I); «Елена Ивановна, великая княгиня литовская и королева польская» («Труды виленского археологического съезда», т. 2), «Троицкая Сергиева Лавра в смутное время Московского государства» (в «Известиях Института кн. Безбородко», т. XII); «Город Нежин по описанию Московских путешественников начала XIX в.» (там же т. XV); « Георгий Конисский как проповедник» (юбилейная речь в «Сборнике Историко-филологического общества при Институте кн. Безбородко», т. I). Написав роботу про професора-антикознавця Петра Люперсольського.

## Книги
- М. Н. Русские пленники и невольники в Крыму. — Одесса: Тип. А. Шульце, 1888.— 32 с.
- М. Н. План завоевания Крыма составленный в царствование государя Алексея Михайловича ученым славянином Юрием Крижаничем. — СПб.: Тип. В. С. Балашева, 1891.— 94 с.
- Бережков М. Н. К истории Черниговского Спасского собора / М. Н. Бережков. – М. : Тип. Г. Лисснера и Д. Совко, 1911. – 28 с. [Архівовано 10 серпня 2020 у Wayback Machine.]